# Ошвинцев, Михаил Константинович
Михаил Константинович Ошвинцев (1889, Пермская губерния — 1939, ГУЛАГ) — революционер, хозяйственный деятель, кандидат в члены ЦК ВКП(б), председатель исполкома Уральской области (1925—1928).

## Биография
Родился в посёлке Бисертского завода Пермской губернии в 1889 году в семье рабочего. В раннем детстве потерял отца, погибшего от несчастного случая на работе, вскоре мать вторично вышла замуж и покинула Бисерть, оставив своего сына на попечение деда — Пётра Кузьмича Ошвинцева.
Окончил 3-летнюю начальную школу в посёлке Бисерть, после чего, в 14 лет, начал работать на Бисерском металлургическом заводе. Проработал на этом заводе 15 лет, последнее время — в качестве мастера доменной печи.
Участник Первой русской революции 1905—1907 годов — сдружился с политиками Ермаковым, Вялых, Костарёвым, Просвирниным. Член РСДРП(б) с марта 1917 года, возглавил Бисерскую большевистскую организацию.

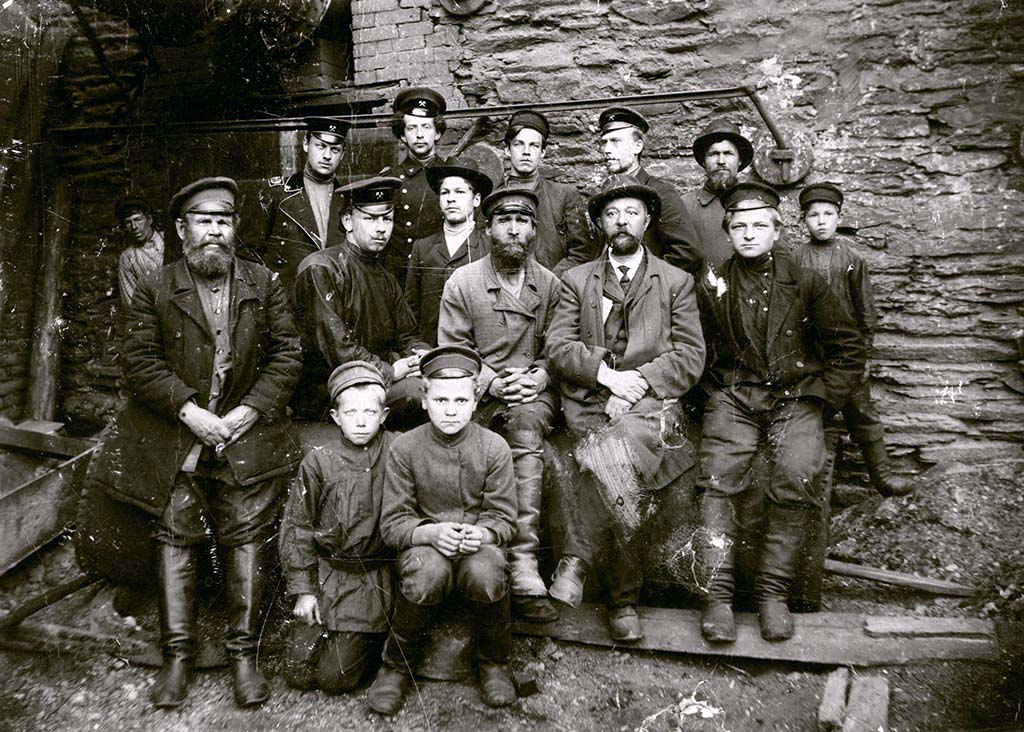
Ошвинцев (в центре верхнего ряда) с рабочими Бисерского завода

В 1917 году Ошвинцев был избран членом исполкома Совета Бисерского завода. В 1918 году он стал военкомом 24-го особого полка в 3-й армии РККА, а затем — членом реввоенсовета 10-й армии Южного фронта. В одном из боёв, когда он был уже комиссаром, был тяжело ранен и после многомесячного лечения в госпитале был уволен из армии.
Член Лысьвенского райметаллправления. В 1921—1924 годах Ошвинцев был председателем Богословского горного округа, а также председателем Тюменского городского Совета народного хозяйства (СНХ). В 1924—1927 годах он являлся заместителем председателя Уральского СНХ.
В 1924—1928 годах Михаил Ошвинцев состоял членом делового совета Лысьвенского горного округа, а также — председателем треста «Уралмет» (1927—1929). В 1927—1934 годах он являлся кандидатом в члены ЦК ВКП(б).
Изучив состояние местной металлургии, М. К. Ошвинцев пришёл к выводу, что на территории Урала необходимо создать коксовую металлургию, сосредоточив основное производство на небольшом количестве крупных, современных заводах. В 1925 году при Уралсовнархозе было создано Уральское бюро по проектированию металлозаводов: в первую очередь бюро занялось проектами Магнитки, Уралмаша, Уралвагонзавода. В конце года Ошвинцев подписал постановление Уральского правительств о выборе строительной площадки для Магнитогорского металлургического комбината. Пятилетний план развития уральской чёрной металлургии, разработанный в 1928 году в Уралмете под руководством Михаила Константиновича, стал первым техническим и экономическим обоснованием комплексного развития чёрной металлургии в регионе.
Во время Шахтинского дела М. К. Ошвинцев в должности заместителя председателя СНХ Уральской области обращал внимание однопартийцев на реакцию «буржуазных специалистов» на новых советские реалии:
Можно отметить, что специалисты сейчас пошли под бумагу. В большинстве случаев, прежде чем приступить к какому-либо мероприятию, они предъявляют в каждом случае оправдательные документы. Мы видим, что кривая бюрократизма от этой бумаги пошла в аппаратах кверху. С этим придется нам самым решительным образом бороться. Но эту борьбу надо обставить так, чтобы ошибки специалистов, которые они в процессе работы производят, не считать за чистую контрреволюцию и нарушение хозяйственной системы.
В 1929—1930 годах Ошвинцев был председателем исполкома Свердловского горсовета, а позже, в 1930—1933 годах — председателем исполкома Совета Уральского области. С 1934 по 1937 год он был членом Комиссии советского контроля при СНК СССР и руководителем Группы строительных материалов и строительства Комиссии.
Михаил Ошвинцев был арестован 21 июня 1937 года по обвинению в организации «право-троцкистского блока» на Украине. В 21 июля он был осуждён к 10 годам лишения свободы. Умер в тюрьме (или был расстрелян). В 1956 году реабилитирован посмертно.
В 1933 году в серии из 4-х теплоходов построен на Сормовском заводе существовало судно под названием «Михаил Ошвинцев» (в 1937 году переименован в «Николай Ежов», с 1939 года — «Георгий Седов»).

## Семья
Сын: Аркадий — учился в одном классе с Василием Сталиным; после ареста отца и матери (Бырыловой-Ошвинцевой В. А.) уехал в Свердловск, к другу семьи Кабакову И. Д.; был арестован в шестнадцатилетнем возрасте; из ГУЛАГа не вернулся.